# Tullio Pane
Tullio Pane (ur. 15 stycznia 1926 w Neapolu, zm. 3 października 2001 w Civitavecchia) – włoski piosenkarz. Zwycięzca Festiwalu Piosenki Neapolitańskiej w 1954 roku oraz Festiwalu Piosenki Włoskiej w San Remo w 1955 roku w parze z Claudiem Villą.

## Życiorys

### Lata 50. i 60.
Tullio Pane w mlodosci uczęszczał do Conservatorio di San Pietro a Majella w rodzinnym mieście. W 1950 roku w nagrodę uzyskał stypendium w Teatro alla Scala w Mediolanie. Dostał do śpiewania niewielkie partie na tenor. W 1952 roku wygrał konkurs na nowe głosy, zorganizowany przez RAI, dostając się następnie do orkiestr radiowych i uczestnicząc w nagrywaniu pieśni neapolitańskich. 
W połowie lat 50. poświęcił się muzyce popularnej. W 1954 roku odniósł pierwszy sukces wygrywając, wspólnie z Ginem Latillą Festiwal Piosenki Neapolitańskiej.
W 1955 roku zadebiutował na Festiwalu Piosenki Włoskiej zdobywając 1. i 2. miejsce (oba razem z Claudiem Villą) z piosenkami: „Buongiorno tristezza” (Giuseppe Fiorelli-Mario Ruccione) i „Il torrente” (Liman-Carmi); trzecia jego piosenka „Non penserò che a te”, zaśpiewana w parze z Giannim Raverą nie zakwalifikowała się do finału. W finale konkursu Tullio Pane zaśpiewał obie piosenki sam, ponieważ jego partner zachorował i nie mógł wystąpić, co zdarzyło się po raz pierwszy w jego dotychczasowej historii Festiwalu; wersję Claudia Villi odtworzono z płyty. Pomimo odniesionego sukcesu, który ułatwił mu międzynarodową karierę, Tullio Pane już nigdy w San Remo nie wystąpił, poświęcając się działalności koncertowej. Wziął udział w pierwszej edycji konkursu Canzonissima śpiewając piosenkę „Signora Fortuna”. 
W 1962 roku wygrał Festiwal w Zurychu z piosenką „Ammore avess’a”, napisaną przez Totò.
Wraz z pojawieniem się nowych stylów i rytmów jego popularność spadła, ale nadal odbywał tournée koncertowe po całym świecie, odwiedzając między innymi takie kraje jak: Francja, Hiszpania, Australia, Japonia i Stany Zjednoczone.

### Lata 70 i późniejsze
Od 1970 roku powrócił do pełnej aktywności operowej w śpiewając w głównych teatrach włoskich i zagranicznych, takich jak: La Scala w Mediolanie, Carnegie Hall w Nowym Jorku, Teatro di San Carlo w Neapolu, Teatro dell'Opera di Genova w Genui, Teatro dell'Opera di Roma w Rzymie.
Wystąpił między innymi:
- w roli Albino w Fauście Gaetana Donizettiego w 1981 roku, u boku Rajny Kabaiwanskiej i Renato Brusona, z towarzyszeniem zespołu teatru operowego w Rzymie pod dyrekcją Daniela Orena[5][6].

- jako Pang w Turandot Giacomo Pucciniego w 1989 roku, wśród takich wykonawców jak: Gena Dimitrowa, Nicola Martinucci, Cecilia Gasdia i Roberto Scandiuzzi, z towarzyszeniem chóru i orkiestry Teatro dell'Opera di Genova pod dyrekcją Daniela Orena[7].

- jako Norman w Łucji z Lammermooru Gaetana Donizettiego w 1990 roku, razem z Mariellą Devią i Alfredo Krausem, z towarzyszeniem chóru i orkiestry teatru operowego w Rzymie pod dyrekcją Franco Mannino[8].

W 1997 roku został zaproszony do programu telewizyjnego Ci vediamo in tv, prowadzonego przez Paolo Limitiego. Przypomniał w nim piosenkę „Il torrente”, podczas gdy Manuela Villa, córka Claudia Villi, przypomniała wykonywany przez ojca, zwycięski przebój Festiwalu w San Remo „Buongiorno tristezza”.
W 2001 roku wytwórnia Riverrecords z okazji 50 działalności artystycznej Tullia Pane wydała płytę zatytułowaną 70 mi dà tanto, zawierającą 26 utworów. 
Tullio Pane zmarł w wyniku choroby w wieku 75 lat.
Do jego największych przebojów należą: „Suonno d'ammore” (1. miejsce na Festiwalu Piosenki Neapolitańskiej 1954), „Buongiorno tristezza” (1. miejsce na Festiwalu Piosenki Włoskiej w San Remo 1955), „Il torrente” (2. miejsce na tymże Festiwalu), „Tu sia musica” (3. miejsce na Festiwalu Piosenki Neapolitańskiej 1955) oraz pieśni neapolitańskie: „’O sole mio”, „Torna a Surriento”, „'O surdato 'nnammurato”, „Funiculì funiculà”, „Te voglio bene assaie”, „Marechiare”, „I' te vurria vasà” i inne.

## Dyskografia
Tullio Pane nagrał 3 albumy oraz 9 singli i EP-ek. 

### Albumy
- 1964 – Le più belle melodie della trasmissione televisiva "Napoli contro tutti"
- 1974 – O sole mio !
- 1981 – Vacanze a Napoli Vol. 2

### Single i EP-ki
- 1955 – „Buongiorno tristezza” (Tullio Pane)/„Ci ciu ci ... cantava un usignolo” (Antonio Vasquez e Quintetto Nord)
- 1958 – „I'll Remember... Napoli” (EP)
- 1958 – „I'll Remember... Napoli” (EP)[a]
- 1964 – „'O sole mio”/„Guapparia”
- 1971 – „Ma venne il turbine” (Tullio Pane)/„Invocazione per tutti i caduti” (Luciano Alto)
- rok nieznany – „Nun me sceta”/„O paese d' 'o sole”
- rok nieznany – „'O sole mio”/„Acquarello Napoletano”
- rok nieznany – „Torna A Surriento”/„A canzone 'e Napule”
- rok nieznany – „Core 'ngrato”/„Angelaro'”